# Задняя (Шекснинский район)
Задняя — деревня в Шекснинском районе Вологодской области.
Входит в состав сельского поселения Камешниковского, с точки зрения административно-территориального деления — в Камешниковский сельсовет.
Расстояние по автодороге до районного центра Шексны — 60 км, до центра муниципального образования Камешника — 5 км. Ближайшие населённые пункты — Устьяново, Каликино, Дерягино.
По переписи 2002 года население — 17 человек.